# Академия наук Исламской Республики Иран

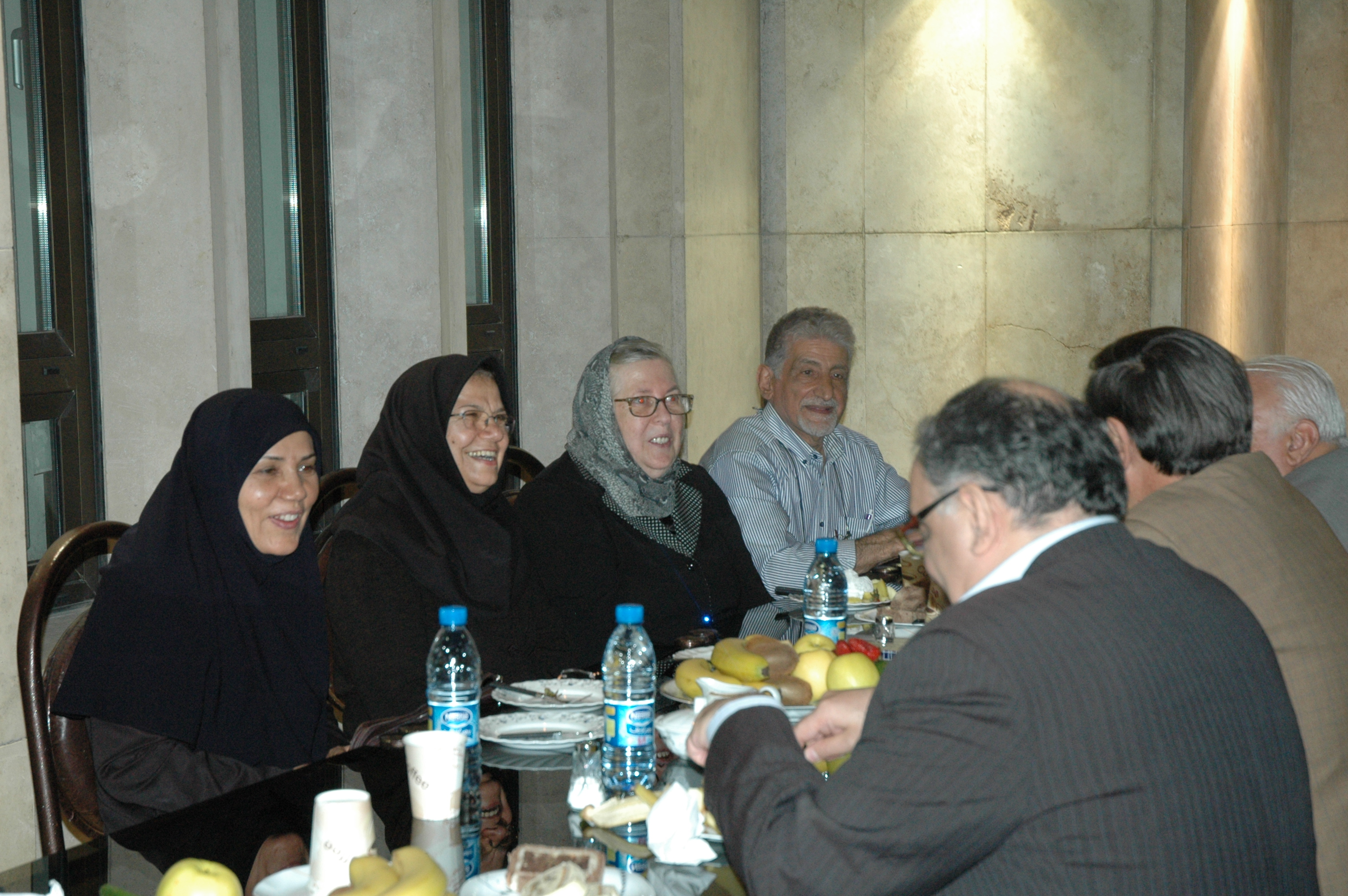

Академия наук Исламской Республики Иран (перс. فرهنگستان علوم ایران‎) была создана в 1988 году. Она является одной из четырёх академий современного Ирана.

## История
Академия была учреждена на 135-м заседании Высшего совета культурной революции, состоявшемся 5 января 1988 г., в соответствии со ст. 4 Закона о задачах и обязанностях этого совета. Поначалу действительными членами Академии наук были избраны 15 самых выдающихся учёных страны, принадлежащих к различным научным направлениям. Академия официально начала свою деятельность в 1990 г. Президентом Академии наук был доктор наук Али Шариатмадари, остававшийся на этом посту вплоть до 1998 г. После окончания срока полномочий Шариатмадари в 1998 г. на всеобщем собрании Академии её президентом был избран доктор наук Реза Давари Ардакани, и его кандидатура была предложена на рассмотрение президенту страны, который назначил Ардакани на пост президента Академии наук. Академия наук представляет собой учреждение, обладающее независимым правовым статусом и подчиняющееся непосредственно президенту страны.

## Цели и задачи
— способствовать развитию науки и техники страны
— укрепление исследовательского духа
— повышение образовательного и культурного уровня страны
— получение доступа к последним достижениям и инновациям в области науки как результата коллективной деятельности, а также привлечения и поощрения выдающихся учёных и исследователей
— расширение границ знания, а также постоянное стремление к повышению уровня знаний и научных исследований внутри страны
— изучение и анализ состояния науки, техники, образования и научных исследований внутри страны, а также подготовка предложений по их улучшению и передача их в соответствующие инстанции
— высказывание суждений по фундаментальным проблемам научных исследований и технологий, адресованным Академии правительством и научно-исследовательскими центрами
— изучение опыта других стран в получении и развитии науки и технологий; исследование последних научных достижений и способа их использования с учётом возможностей страны
— побуждение учёных и исследователей к созданию трудов в области науки и культуры с помощью различных форм материального и нематериального поощрения
— содействие более лёгкому обмену информацией, результатами исследований, а также обмену мнениями между учёными
— обмен специалистами и исследователями с академиями наук других стран, особенно исламских и стран третьего мира, через выделение соответствующими инстанциями стипендий и использование научных и исследовательских командировок
— изучение и предложение критериев повышения научного уровня научных семинаров, конгрессов и конференций, проводимых на национальном и международном уровне, а также оценка подобного рода мероприятий
— проведение семинаров, конференций, конгрессов и симпозиумов, посвящённых последним достижениям в области науки, техники и культуры
— распространение научной информации и научного знания через публикацию научных журналов и монографий, с акцентом на результаты исследований и новейших достижений в области науки и культуры на национальном и международном уровнях
— вручение через законные органы власти наград, призов и медалей учёным, исследователям и учреждениям, внёсшим выдающийся вклад в науку и культуру
— предложения по выделению исследовательских грантов для работы выдающихся учёных
— изучение и утверждение участия Академии в международных ассоциациях и организациях, цели и обязанности которых соответствуют её целям и обязанностям, в рамках законов и правил страны